# Antichthon
Antichthon ist eine jährlich erscheinende Zeitschrift, die von der Australasian Society for Classical Studies herausgegeben wird.
Die Zeitschrift wurde 1967 ins Leben gerufen und ist der Veröffentlichung von Forschungen zur antiken Welt im weitesten Sinne gewidmet. Obwohl der Schwerpunkt auf Forschungsbeiträgen zur griechischen und römischen Welt liegt, ist der inhaltliche Bogen deutlich weiter gespannt und umfasst den erweiterten Nahen Osten und den Mittelmeerraum, und zwar von den Anfängen der Kulturentstehung bis in das frühe Mittelalter.
Thematisch werden Forschungsergebnisse und Untersuchungen zu antiken Sprachen, zu Literatur, zu Geschichte und Geistesgeschichte sowie zur Archäologie und den Historischen Hilfswissenschaften berücksichtigt. Rezensionen gehören im Allgemeinen nicht zum Repertoire der Zeitschrift, doch werden hin und wieder systematische Übersichtsarbeiten, die Entwicklung und Fortschritt in bestimmten Wissenschafts- oder Forschungsbereichen zusammenfassen, publiziert. Auch gibt es Bände, die gänzlich an ein spezielles Thema gebunden sind. Wissenschaftler aller Länder sind eingeladen, ihre Arbeiten bei der Zeitschrift einzureichen. Publikationssprache ist Englisch.
Mit dem 2011 erschienenen Band 45 wurde als Neuerung eingeführt, den Artikeln ein Abstract voranzustellen, das zugleich auf der Website der Australasian Society veröffentlicht wird und dort jahrgangsweise verfügbar ist.
Als Herausgeber fungieren immer zwei Mitglieder der Australasian Society, denen ein fünfköpfiges Editorial Committee beratend zur Seite gestellt ist. Herausgeber sind derzeit (Stand: Januar 2015) Elizabeth Minchin und Arthur Pomeroy. Die Internationale Standardnummer für fortlaufende Sammelwerke (ISSN) lautet: 00664474.